# 夢で逢いましょ
『夢で逢いましょ』（ゆめであいましょ）は、1962年9月15日に東宝系で公開された日本映画である。カラー、東宝スコープ、東京映画作品。
キャッチコピーは「七色のライトあびてスパークする魅力の歌声」。

## 概要
フジテレビ系列の『森永スパーク・ショー』で人気者になった中尾ミエを主演にし、中尾演じる主人公が糸魚川から上京して、歌手になるまでを描いた、ミュージカル仕立てのサクセス・ストーリー。
中尾と同じ渡辺プロ所属のザ・ピーナッツやハナ肇とクレージーキャッツや田辺靖雄らが共演する。

## ストーリー

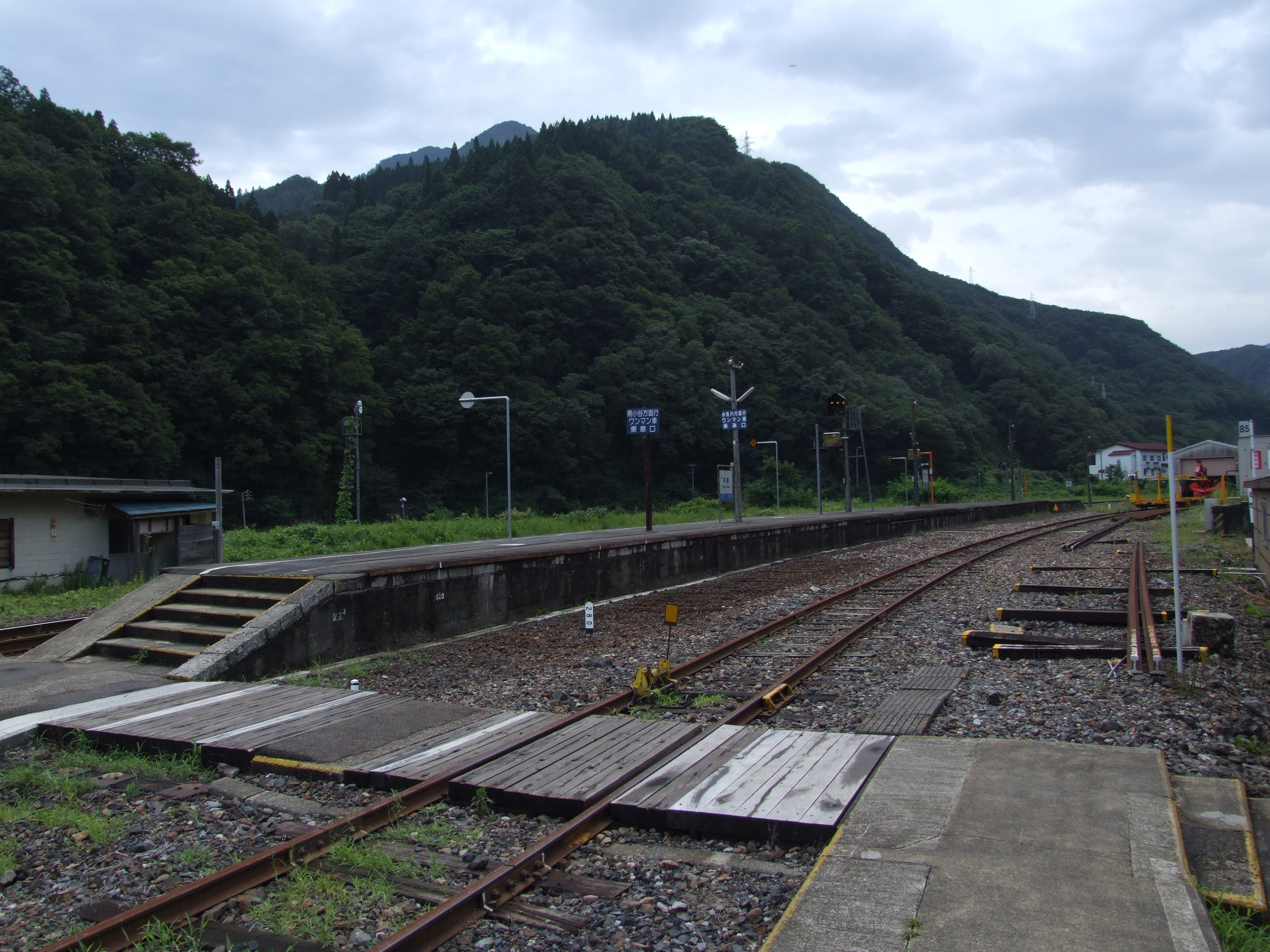
本編冒頭、伊津子が同級生に見送られて旅立った大糸線・平岩駅

糸魚川の「笹倉旅館」の次女で高校生の河辺伊津子は、可愛いが男勝りなのが玉に瑕、今日もラブレターの件で、同級生とともにラグビー部員と大ゲンカし、母で旅館の女将・美佐子に散々叱られる。すっかりブーたれた伊津子は登校のふりをして、同級生に見送られ、東京・銀座で芸能プロダクション「河辺プロダクション」を経営している姉・美樹を慕って上京した。東京に来た伊津子は、そこで山岡八郎という青年と出会い、仲良くなるが、山岡が泥棒という事は知らなかった。そして伊津子は河辺プロへ、母から家出を知らされた美樹は、伊津子を郷里に帰そうとするが、伊津子は帰らない。だが、美樹の恋人でジャズ評論家の増村公一の口添えもあって、美樹の家に下宿を許した。そこにはザ・ピーナッツなどといった、スターの卵も下宿していた。
だが歌手志望の伊津子は、来る日も来る日も勉強の毎日、歌手の練習もさせてもらえない。いい加減うんざりした伊津子に、山岡は「喫茶店で『ジャズのど自慢』が有るから、やってみないか」と誘う。だがそののど自慢は河辺プロではなく、商売敵の「勝田プロダクション」が主催している。伊津子は躊躇するが、「スターになるならどこだって同じ」と、のど自慢に「宮城マリ」という偽名で挑戦し、見事合格して、勝田プロと契約、同プロの歌手・ケリー益田とも仲良くなった。やがて宮城マリこと伊津子は人気歌手に。一方毎日毎日練習漬けで嫌気がさした中井と星野は、ケリーと伊津子が仲良くなっているのを見て、勝田プロへ移籍する。大喜びの勝田社長は、河辺プロの小塚興行課長を利用して、ザ・ピーナッツを引き抜いた。河辺プロは大ピンチ。
やがてジャズ喫茶で歌う様になった伊津子は、密かに恋してた増村が姉・美樹と抱き合っているのを目撃しショック、ステージをすっぽかして、山岡のスポーツカーでドライブに行く。だが山岡は無免許、車は盗品、更にスピード違反により警察に捕まってしまう。スキャンダルを起こした伊津子は勝田プロを解雇される。すっかり意気消沈する伊津子だが、ラーメン屋台の甚兵衛に天分を認められた伊津子は、クレージーキャッツと共に修行し、河辺プロへ復帰、更にピーナッツも一問題有ったものの、河辺プロへ復帰した。その上伊津子が好きになったケリーは、河辺プロに移籍した。かくして、伊津子とザ・ピーナッツ復帰記念の「大フェスティバル・コンサート」が大劇場（東京文化会館）の舞台で華々しく開催、その様子を見ていた山岡は刑事に御用となり、心を残しながら去った。

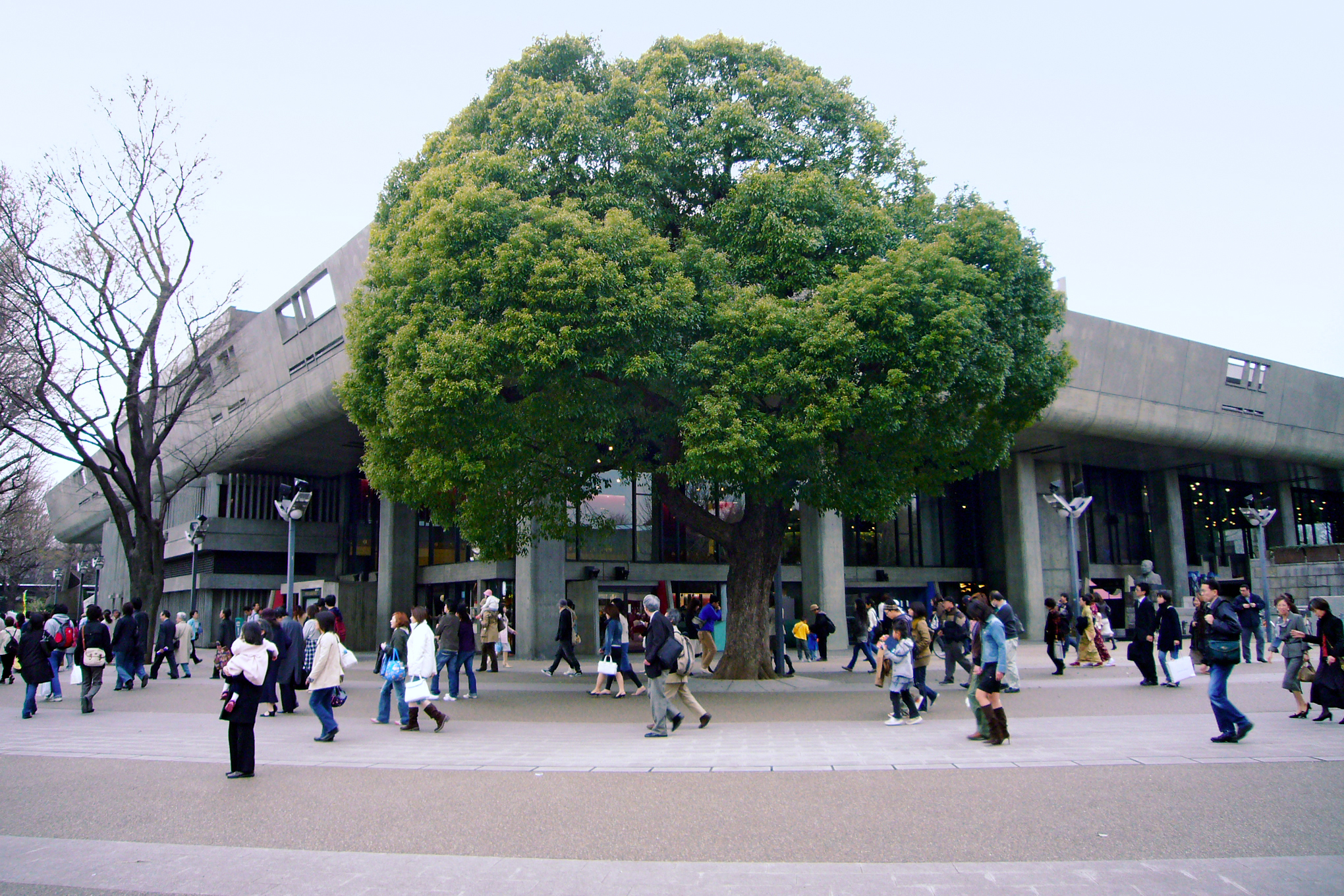
コンサート会場として使われた東京文化会館

## スタッフ
以下のスタッフ名は特に記載のない限り東宝に従った。
- 製作：永島一朗、金原文雄
- 脚本：森功二
- 監督：佐伯幸三
- 撮影：黒田徳三
- 音楽：平岡精二
- 美術：狩野健
- 照明：比留川大助
- 録音：長岡憲治、西尾昇[2]
- スチル：大谷晟
- ショウ構成：渡邊晋

## 出演者
- 河辺伊津子（主人公）：中尾ミエ
- 河辺美樹（「河辺プロダクション」社長、伊津子の姉）：池内淳子
- 河辺美佐子（「笹倉旅館」女将、伊津子と美樹の母）：賀原夏子
- 増村公一（ジャズ評論家、美樹の恋人）：宝田明
- 山岡次郎（伊津子の親友、ビル専門の泥棒）：船戸順
- ザ・ピーナッツ：ザ・ピーナッツ（伊藤エミ、伊藤ユミ）[1]
- 勝田大吾（「勝田プロダクション」社長）：加藤武[1]
- 近藤（勝田プロ幹部）：江幡高志
- 星野洋子（河辺プロ歌手の卵）：山路ゆり
- 中井礼子（同上）：梓みちよ
- 矢島とも子（同上）：池田まり子 (現・木の実ナナ)
- ケリー益田（勝田プロ歌手）：田辺靖雄
- クレージー・ベアーズ：クレージーキャッツ[2]
- 幸作（ザ・ピーナッツの父）：松村達雄[1]
- 雪枝（同・母）：小林三保[1]
- 甚兵衛（ラーメン屋台のおじさん）：山茶花究
- 小宮清子（河辺プロ社長秘書）：市原悦子
- 曽根良次（山岡の泥棒仲間）：峰健二（現・峰岸徹）
- 雪原節子（伊津子の同級生）：桜井浩子[1]
- 今村恵子（同上）：森槙子[1]
- （同上）：大原麗子[1]
- 中山刑事：西村晃[1]
- 文代：前原博子[1]
- 小塚（河辺プロ興行課長、ザ・ピーナッツのマネージャー）：中原成男
- バンド・リーダー：スマイリー小原[1]
- ロカビリー歌手：鹿内タカシ[1]
- 歌手：中島潤[2]
- 歌手：水原弘[2]
- 歌の先生：宮川泰

## 映像ソフト
現在は、東宝からDVDが発売されている。

## 併映作品
『箱根山』
- 脚本：井手俊郎、川島雄三／監督：川島雄三／主演：加山雄三、星由里子

## 参考資料
- キネマ旬報